# Felleg borult az erdőre
A Felleg borult az erdőre magyar nóta (népies dal). Dallamát Mosonyi Mihály, szövegét Tóth Kálmán írta. Mosonyi Mihály Hat magyar népdal Tóth Kálmán költeményeire című füzetében jelent meg 1863-ban. Mára szinte népdallá vált.
Feldolgozás:
| Szerző          | Mire          | Mű                     |
| --------------- | ------------- | ---------------------- |
| Szabolcsi Bence | ének, zongora | Pianoforte IV. 25. dal |

## Kotta és dallam
| Fölleg borult az erdőre. Nem átkozlak, ne félj tőle. Ha rád ajkam átkot szórna, sose szerettelek volna. | Pedig szerettelek nagyon, szóval azt ki sem mondhatom. Szerettelek lánggal, hévvel, gerlemadár szerelmével. |

## Felvételek
- Felleg borult az erdőre. Ének: Gyurkovics Mária  YouTube (1956. május 5.)  (Hozzáférés: 2016. április 3.) (audió)
- Felleg borult az erdőre. Ének: Talabér Erzsébet, kísér Fehér Sándor és népi zenekara  YouTube (1971. március 31.)  (Hozzáférés: 2016. április 3.) (audió)